# H.323
H.323은 패킷 교환에 대한 오디오비주얼(A/V) 통신 세션을 제공하기 위해 프로토콜을 정의하는 ITU-T의 권고이다. 이 H.323 표준은 호출 신호 처리 및 제어, 멀티미디어 전송 및 제어, P2P 및 멀티포인트 회의를 위한 대역 제어를 명시한다.
음성 및 화상 통화 장비 제조업체에 의해 널리 구현되어 있으며 GnuGK, 넷미팅과 같은 다양한 인터넷 실시간 애플리케이션 내에 사용되며 IP 네트워크를 경유하는 음성 및 비디오 서비스를 위한 서비스 제공자와 기업에 의해 전 세계적으로 널리 채용된 상태이다.
ISDN, PSTN, SS7, 3G 모바일 네트워크를 경유한 멀티미디어 통신도 아우르는 ITU-T H.32x 시리즈의 프로토콜들의 일부이다.

## 같이 보기
- 차세대 통신망
- 국제 인터넷 표준화 기구
- ITU-T
- 다지점 제어 장치
- 화상 통화
- 음성 인터넷 프로토콜
- 세션 개시 프로토콜